# شوتا كاوانيشي
شوتا كاوانيشي (باليابانية: 川西 翔太) (28 أكتوبر 1988 في نارا في اليابان – )؛ هو لاعب كرة قدم ياباني سابق كان يلعب كمهاجم.

## وصلات خارجية
- شوتا كاوانيشي على موقع رابطة كرة القدم اليابانية للمحترفين (اليابانية)
- شوتا كاوانيشي على موقع قاعدة بيانات كرة القدم.إي يو (الإنجليزية)
- شوتا كاوانيشي على موقع Soccerway.com (الإنجليزية)
- شوتا كاوانيشي على موقع عالم كرة القدم.نت (الإنجليزية)
- شوتا كاوانيشي على موقع كووورة